# Operation White Christmas
Operation White Christmas (Arbeitstitel White Christmas) ist ein österreichischer Spielfilm von Flo Lackner aus dem Jahr 2023 mit Rauand Taleb, Yvonne Yung Hee Bormann, Tim Wilde, Roland Düringer und Tim Seyfi. Premiere der Actionkomödie war am 17. August 2023 in der Cine City in Klagenfurt am Wörthersee, der österreichische Kinostart war am 24. August 2023.

## Handlung
Enis Altmann ist Besitzer der letzten Videothek in Kärnten und hat hohe Schulden. Dessen beste Freundin ist die koreanische Hackerin Domino, sie findet im Darknet den Geschäftsmann Bob, der bereit ist, die Schulden zu übernehmen.
Als Gegenleistung soll Enis den für den Heiligen Abend geplanten Staatsbesuch der kasachischen Präsidentin verhindern. Unterstützung bei ihrer Mission erhalten Enis und Domino vom Skinhead Fred.

## Produktion und Hintergrund
Die Dreharbeiten fanden an 30 Drehtagen vom 26. Jänner bis zum 4. März 2021 in Kärnten während der COVID-19-Pandemie statt. Drehorte waren unter anderem die Messehalle in Klagenfurt am Wörthersee, die als Kulisse für einen Flugzeughangar diente, das Freilichtmuseum Maria Saal und die Videothek Bellissimo.
Unterstützt wurde die Produktion vom Österreichischen Filminstitut, von FISA Filmstandort Austria sowie Cine Carinthia, beteiligt war der Österreichische Rundfunk. Produziert wurde der Film von der österreichischen Mona Film der Produzenten Thomas Hroch und Gerald Podgornig.
Die Kamera führte Joe Berger, die Musik schrieb Manfred Plessl, die Montage verantworteten David Hofer und Flo Lackner. Als Stuntkoordinator fungierte Joe Tödtling. Den Ton gestalteten Lukas Frei, Bertram Knappitsch, Raphael Ortner und Tong Zhang, das Szenenbild Veronika Tupy und Robert Repitsch und die Maske Désirée Schober und Tim Scheidig.
Es handelt sich um das Kinodebüt des Kärntner Regisseurs Flo Lackner. Das Budget betrug rund 1,4 Millionen Euro. 2013 schloss Lackner mit der Satire Planet USA die Filmschule Wien ab, einige der Darsteller aus Operation White Christmas, wie Tim Seyfi, Tim Wilde, Charles Rettinghaus und Santiago Ziesmer wirkten bereits im Abschlussfilm mit.
Ursprünglich sollte im Film ein fiktiver russischer Präsident Klagenfurt besuchen. Aufgrund des russischen Überfalls auf die Ukraine im Februar 2022 wurde das Land auf Kasachstan geändert, die Szenen, in denen Russisch gesprochen wurde, mussten damit nicht mehr nachgedreht werden. Die Schauspieler gingen ins Synchronstudio, um in deutschen Textpassagen das Wort russisch auf kasachisch zu ändern.
Der Titelsong Silent All Night stammt vom Rapper und Influencer Ian Jules.

## Veröffentlichung
Premiere war am 17. August 2023 in der Cine City in Klagenfurt am Wörthersee, der österreichische Kinostart war am 24. August 2023.
Ende 2024 erschien der Film als Mediabook mit vier Discs (als UHD, mit zwei Blu-Rays und dem Soundtrack) und einem Making of. Für diese streng limitierte Auflage, die in vier unterschiedlichen Covervarianten erhältlich war, konnte das Label Nameless Media als Partner gewonnen werden.

## Rezeption
Blickpunkt Film sieht „Operation White Christmas“ als eine gnadenlos abgefahrene Actionkomödie (Schrägstrich: Liebeserklärung an analoges Filmerlebnis) Laut dem Cine-Maniacs Filmfest ist „Operation White Christmas“ der beste Sommer-Action-Weihnachtsfilm seit Stirb Langsam.
Oliver Kalkofe über den Film: „Wenn man einen #SchleFaZ erwartet, aber dann mit einem richtig tollen Film überrascht wird – das ist seltener als Weiße Weihnachten! Aber mindestens genauso schön.“
Deadline - das Filmmagazin schreibt, dass der Film „Stilsichere und gekonnt inszenierte Action, Witz und eine Hommage an das Kino“ ist.
„Mit selten aufgesetzt wirkendem Humor entspinnt sich eine turbulentes, durchgeknalltes Spektakel, das großen Spaß macht.“ meint Superfly.fm
„eine durchtriebene Story, die atemlos und frech das Action-Genre wie die österreichische Denkungsart aufs Korn nimmt.“ fasst die Furche den Film zusammen.
Cinema Austriaco schreibt „In Operation White Christmas unterhalten gelungene Actionszenen und ein gutes Tempo, das den gesamten Spielfilm von Anfang bis Ende prägt, den Zuschauer auf angenehme Weise und bieten ihm ein Erlebnis, das man im nationalen Kino selten erlebt.“
Renate Wagner bezeichnete den Film auf onlinemerker.com als abstrus und „nach allen Regeln der Blödelei inszeniert“, die Handlung sei total undurchsichtig. Es sei österreichischer Kabarett-Schmäh, allerdings leider nicht erster Güte. Die Besetzung versuche zwar, einiges gut zu machen. Aber man müsse schon ein Hardcore-Roland Düringer-Fan sein, um sich den Film um seines urkomisch gewalttätigen Gangsters wegen mit einigem Gewinn anzusehen.
Christina Krisch nannte die Produktion in der Kronen Zeitung eine „cineastische Rabiatperle“. Michael Ginthoer vergab in der österreichischen Programmzeitschrift TV-Media null von vier Punkten, schon alleine beim Plot sträubten sich die Haare. Auf Dialogeben würde kein Würstelstandl-Klassiker ausgelassen. Einziger Lichtblick sei Roland Düringer.
Margarete Affenzeller meinte auf DerStandard.at, dass der Film eine in einen wuchernden Plot verpackte Parodie und Hommage an das Actionkino mit Verweisen auf Apocalypse Now bis Mission: Impossible sei. Man könne den Blick von der überbordenden Trashigkeit, fasziniert von abgefeuerten Klischees und Kitsch, kaum abwenden.
Andreas Öttl befand auf drehpunktkultur.at, dass der Film vor allem etwas für Freunde von aberwitzigem Brachial-Humor sei, seine eigene Trashigkeit zelebriere und keine Gelegenheit für einen peinlichen Moment auslasse. Dies sei zwar in manchen Szenen durchaus amüsant, jedoch selten wirklich lustig. Der Film gebe sich mit oberflächlichem Klamauk und einem weihnachtlich-süßlichen Ende zufrieden. Ein wenig Herz könne man dem Film und der sympathischen Hauptfigur nicht absprechen, am Ende überwiege aber der Eindruck einer am Reißbrett entworfenen Actionkomödie.